# NN-277
La carretera NN‑277 es una vía departamental secundaria ubicada en el municipio de Corinto, departamento de Chinandega. Tiene una longitud de 1.77 kilómetros y forma un pequeño anillo vial que conecta dos tramos de la NIC-24A desde Paso Caballos hasta el barrio Rompe Olas, bordeando el Estero Paso Caballos y brindando acceso a la zona costera urbana del puerto de Corinto. Fue construida en 1999 para facilitar la circulación local y el tránsito portuario.

## Trazado y cruces
La siguiente tabla muestra su recorrido, localidades y principales conexiones:
| km   | Localidad                  | Departamento | Conexión / Ruta |
| ---- | -------------------------- | ------------ | --------------- |
| 0.0  | Paso Caballos              | Chinandega   | NIC 24A         |
| 1.77 | Barrio Rompe Olas, Corinto | Chinandega   | NIC 24A         |